# エミリー・ボンディ
エミリー・ボンディ（Emily Bondi, 2001年4月14日 - ）は、フランスのオートバイレーサー。

## 経歴

### キャリア初期
2023年、フランスオートバイ・ウィメンズカップに参戦し、5勝を挙げ、シリーズチャンピオンを獲得。

### FIM女子世界選手権
2024年、YARTからFIM女子世界選手権に参戦。

## 人物
ボンディはバイク愛好家の家庭に育ち、幼い頃からバイクの世界に触れ始め、またホースボール、アルペンスキー、ジェットスキーなどといった競技でも高いレベルで活躍し、国内大会に出場し、数々のタイトルを獲得していた。

## レース戦績

### FIM女子世界選手権
- ボールド体のレースはポールポジション、イタリック体のレースはファステストラップを記録。

| 年     | バイク | 1       | 2        | 3        | 4       | 5        | 6       | 7       | 8       | 9       | 10      | 11       | 12      | 順位 | ポイント |
| ------ | ------ | ------- | -------- | -------- | ------- | -------- | ------- | ------- | ------- | ------- | ------- | -------- | ------- | ---- | -------- |
| 2024年 | YZF-R7 | MIS1 15 | MIS2 Ret | DON1 20  | DON2 11 | ARG1 Ret | ARG2 10 | CRE1 11 | CRE2 8  | EST1 11 | EST2 15 | JER1 Ret | JER2 17 | 17位 | 31       |
| 2025年 | YZF-R7 | ASS1 9  | ASS2 11  | CRE1 Ret | CRE2 13 | DON1 19  | DON2 18 | BAL1 17 | BAL2 17 | MAG1    | MAG2    | JER1     | JER2    | 16位 | 15*      |

* シーズン中。